# Stora Bornö
Stora Bornö är en ö i Gullmarsfjorden i Brastads socken i Lysekils kommun i Bohuslän.
Stora Bornö är ungefär fyra kilometer lång från nord till syd och är till större delen klädd med barrskog. Öns högsta punkt är 110 meter över havsytan och på många platser finns lodräta stup ner mot havet.
På ön finns Bornö hydrografiska fältstation som byggdes 1902 av Otto Pettersson och Gustaf Ekman.
Ön omtalas i norska dokument 1317. På 1800-talet fanns här tre torp, av vilka ett ännu står kvar.
Sedan 2012 är Stora Bornö ett naturreservat.

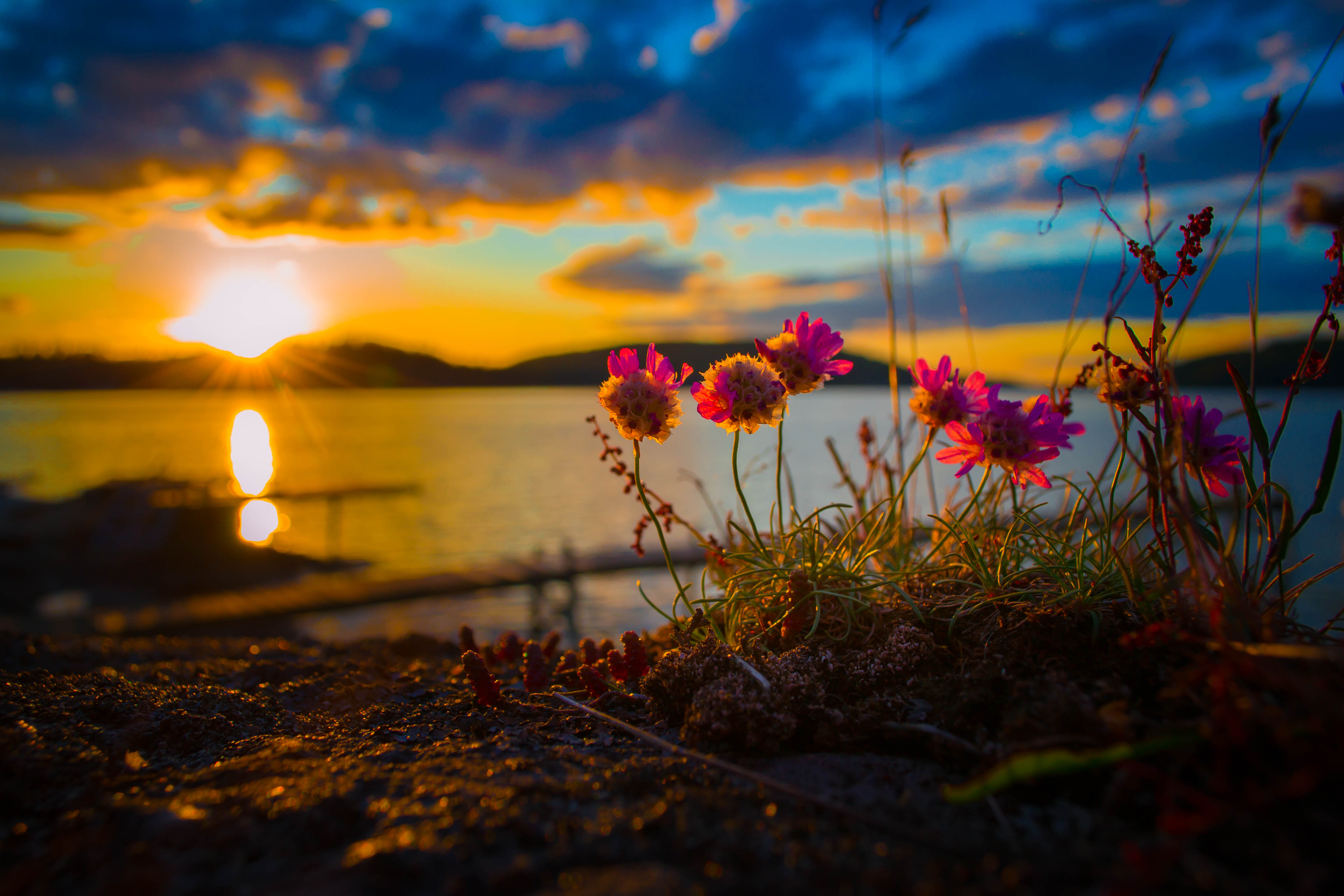
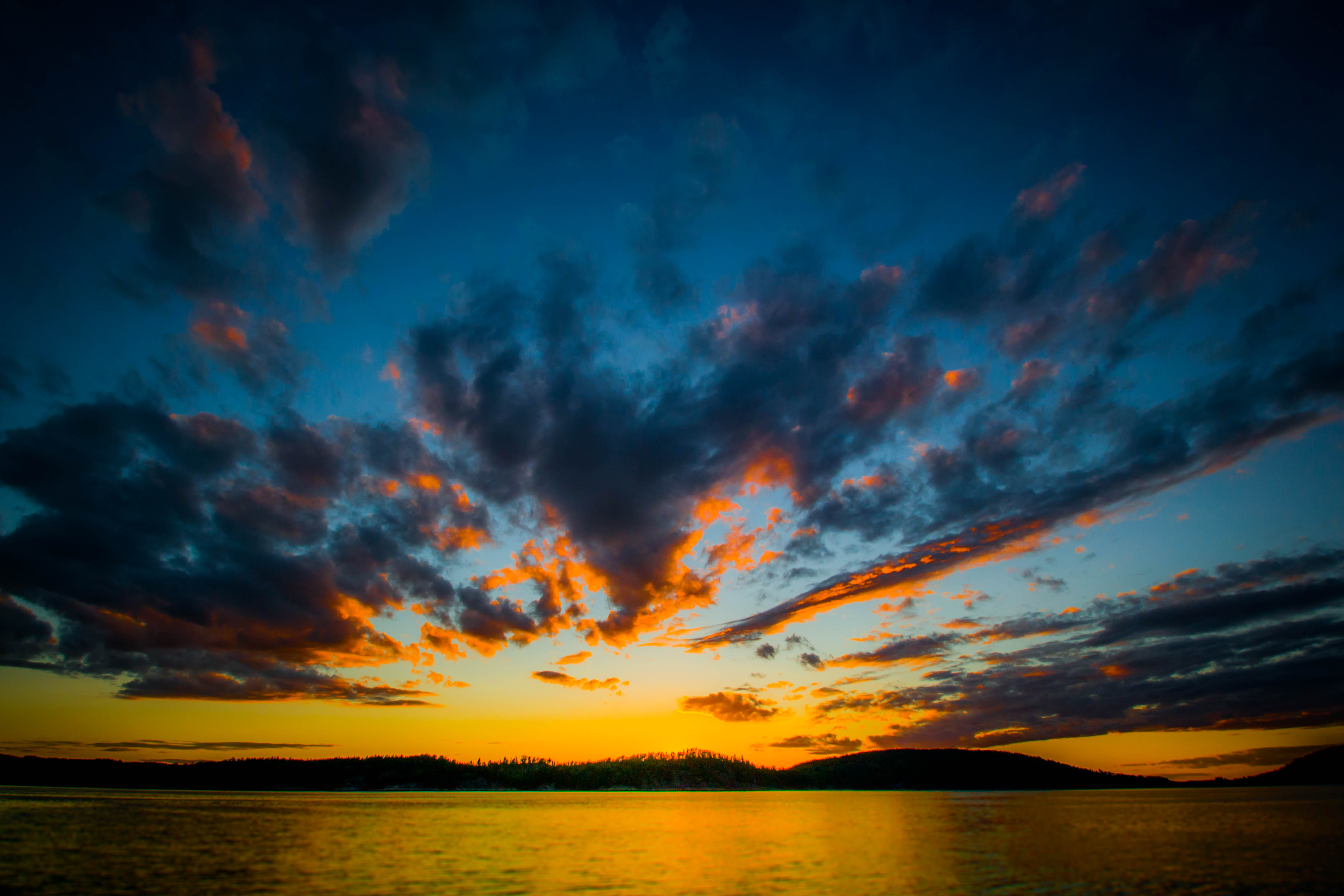
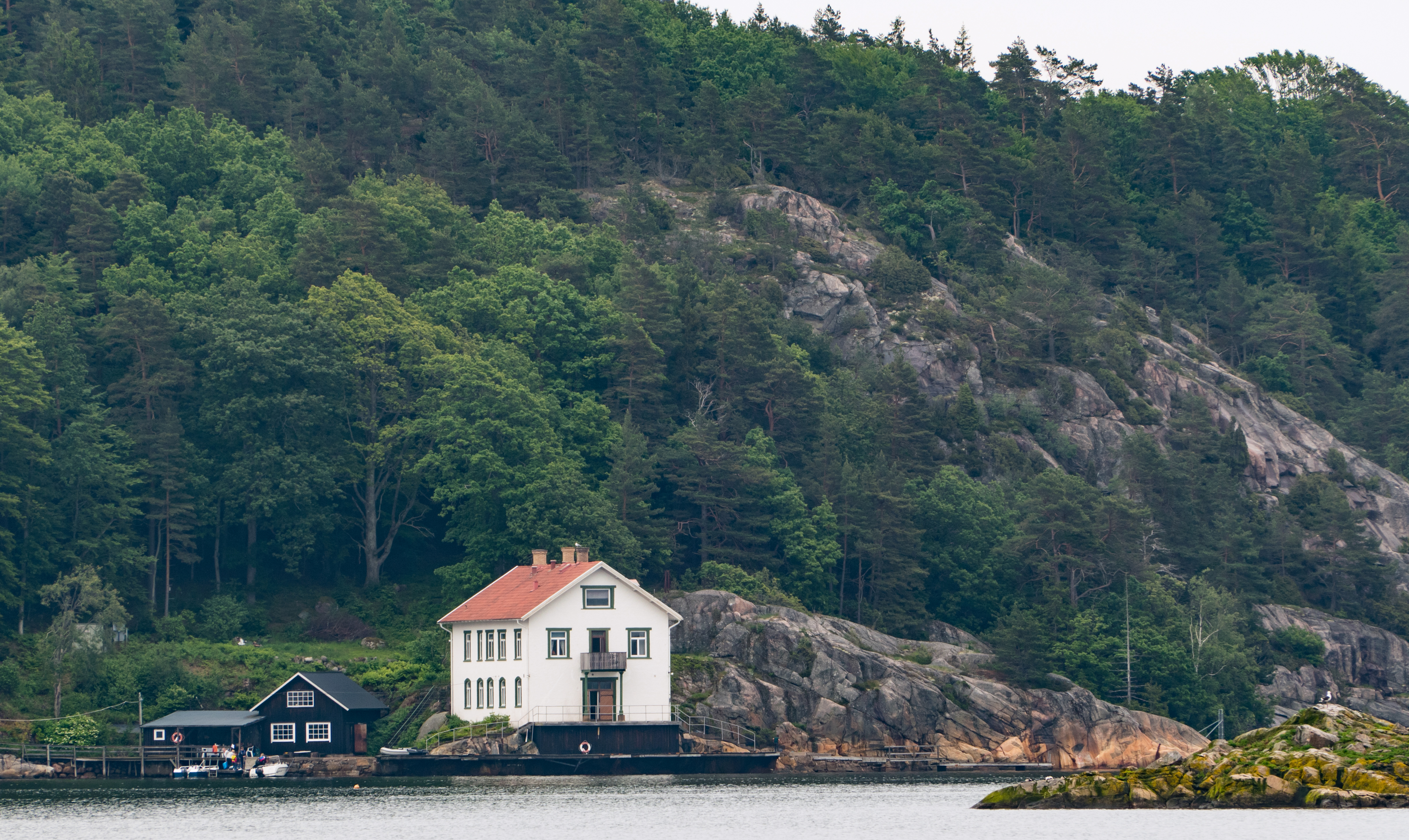